# Ліхтенштейн
Ліхтенштéйнське князі́вство (нім. Fürstentum Liechtenstein) — мікродержава на заході центральної Європи, межує з Австрією на сході і Швейцарією на заході. Конституційна монархія. Основні політичні партії: Вітчизняний союз, Прогресивна бюргерська, Християнська соціальна. Грошові одиниці — ліхтенштейнський франк (монети) та швейцарський франк (купюри).
Площа 160 км²; столиця — Вадуц; рельєф: Альпи, частина долини Рейну на заході.
Очолює державу князь Ганс Адам II (з 1989), глава уряду — Даніель Ріш (з 2021); політична система — дуалістична монархія; голова держави — князь, що скликає й розпускає ландтаг (парламент) і затверджує закони.
Експорт: харчові продукти, поштові марки, мікропроцесори, стоматологічні інструменти та протези, промислові інструменти для високопрофесійного будівництва.
Населення 38 896 осіб (на 30.06.2020) — головним чином німецького походження (алеманська народність), близького до населення Швейцарії, Форарльбергу, південно-західної Німеччини і Ельзасу; мова німецька (державна), у побуті переважає алеманський діалект німецької мови.
Більшість релігійного населення — римо-католики.
Разом з Узбекистаном є однією з двох країн світу, якій для виходу до світового океану необхідно перетнути щонайменше дві держави.

## Історія

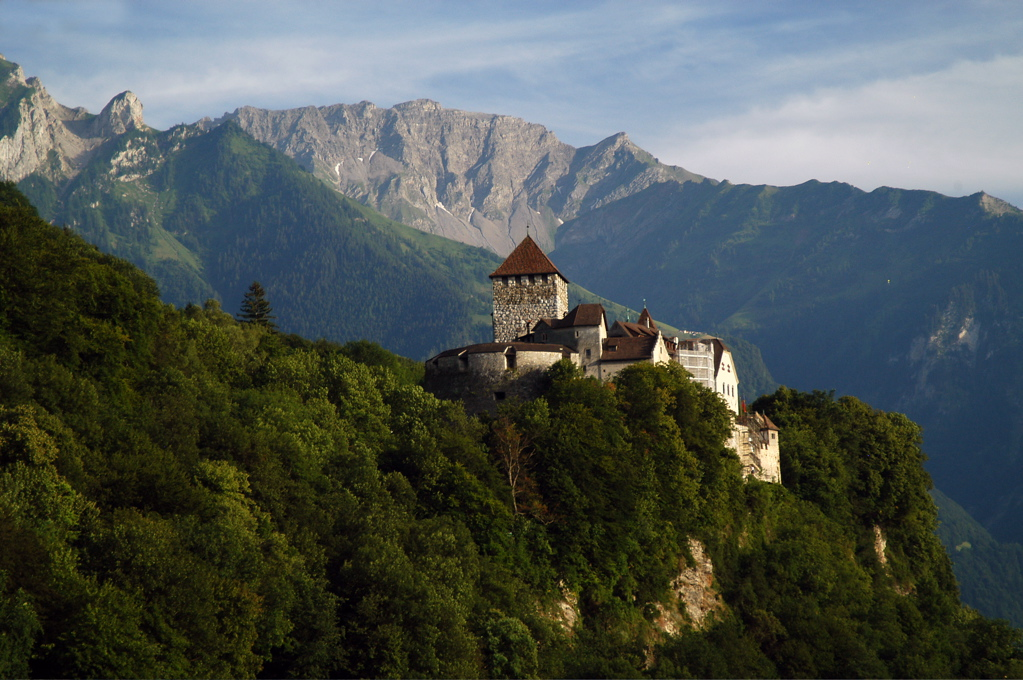
Замок Вадуц, що височіє над столицею князівства

У межах герцогства Швабія на території нинішнього Ліхтенштейну розташовувалися феодальні володіння Шелленберг і Вадуц, що увійшли потім до складу Священної Римської імперії. 1507 року імператор Максиміліан надав Вадуцу особливі права і привілеї, включаючи суверенітет і збір податків. Ці права були передані австрійській сім'ї Ліхтенштейнів. У 1699 році Шелленберг, а в 1712-му Вадуц були продані князеві Ліхтенштейну. У 1719 році обидві території було об'єднано в одне князівство. З цією датою пов'язують утворення держави Ліхтенштейн. Князівство стало частиною Священної Римської імперії. 1806 року воно ввійшло до складу Рейнського союзу, сформованого Наполеоном Бонапартом. Останній за деякий час оголосив князівство незалежною державою. Було створено армію, що складалася з 80 вояків. Щоправда, цього ж року Баварія оголосила війну Ліхтенштейну й спрямувала сюди армію. Проте баварці не зуміли захопити князівство, бо просто не змогли його знайти у горах. З 1815 по 1866 рік Ліхтенштейн входив до складу Німецького союзу, причому 1860 року Ліхтенштейни стали спадковими членами верхньої палати австрійського парламенту, а 1866-го, за Йоганна II Ліхтенштейна (1840—1929) князівство здобуло незалежність. У австро-прусській війні 1866 року Ліхтенштейн виступав як союзник Австрії, з 1876 по 1918 рік мав тісні зв'язки з Австро-Угорщиною.
Після Першої світової війни Ліхтенштейн розірвав договір з Австрією і переорієнтувався на Швейцарію: 1921 року укладено угоду про торгівлю і поштову службу, 1924 року укладено митний союз. Відтоді валютою Ліхтенштейну є швейцарський франк. З 1919 року Швейцарія представляє дипломатичні й консульські інтереси Ліхтенштейну за кордоном.
Під час Другої світової війни князівство дотримувалося нейтралітету. 1990 року Ліхтенштейн вступив до ООН, 1991 року — до Європейської асоціації вільної торгівлі.
1993 року Марко Фрік замінив Ганса Брунгарта на посаді прем'єр-міністра, яку той обіймав 15 років. 2001 року прем'єр-міністром став Отмар Гаслер, голова Партії прогресивних громадян.

## Прапор
Первісний прапор Ліхтенштейна мав вигляд полотнища прямокутної форми, на якому були розташовані горизонтальні смуги червоного і жовтого кольорів, відповідних геральдичним кольорам правлячої на той період династії. Але у XIX столітті символ держави зазнав змін, верхня його частина стала яскраво-синього кольору, а нижня — криваво-червона. Такі зміни були пов'язані із забарвленням традиційного одягу, який носили слуги й придворні при княжому дворі. Синій колір на прапорі Князівства Ліхтенштейн є символом неба, а червоний — символізує призахідне у горах сонце.
У верхній частині прапора з лівого боку зображена корона, яка символізує княжу владу і єдність народу та династії князів. Зображення корони на державний прапор було додано у 1936 році, коли на Олімпійських іграх у Берліні виявилося, що прапор Князівства Ліхтенштейн абсолютно ідентичний державному прапору Гаїті. Саме тоді був прийнятий указ додати на синю смугу золоту корону, колір якої символізує духовне об'єднання княжої сім'ї та жителів держави. У 1982 році було змінено дизайн корони, завдяки чому вона стала більш ажурною, і був затверджений остаточний проєкт прапора.
Також державними символами Князівства Ліхтенштейн є штандарт князів Ліхтенштейн і державний прапор, який замість зображення корони містить герб, розташований у центральній частині полотнища. Цей прапор піднято на флагштоку на княжому замку як символ незалежної держави.

## Географія
Ліхтенштейн — країна центральної Європи, яка розміщена в горах Альпах і займає площу 160 км². Країна входить до малих країн континенту, з кордоном довжиною 76 кілометрів, і межує зі сходу з Австрією (кордон становить 35 км), а на заході та півдні зі Швейцарією (кордон становить 41 км). Вважається 4-ю з найменших держав континенту та 6-ю з найменших країн світу. Найвища гора Ліхтенштейну — гора Граушпіц, 2599 м. Переважні південні вітри роблять клімат Ліхтенштейну порівняно м'яким.

## Політична структура

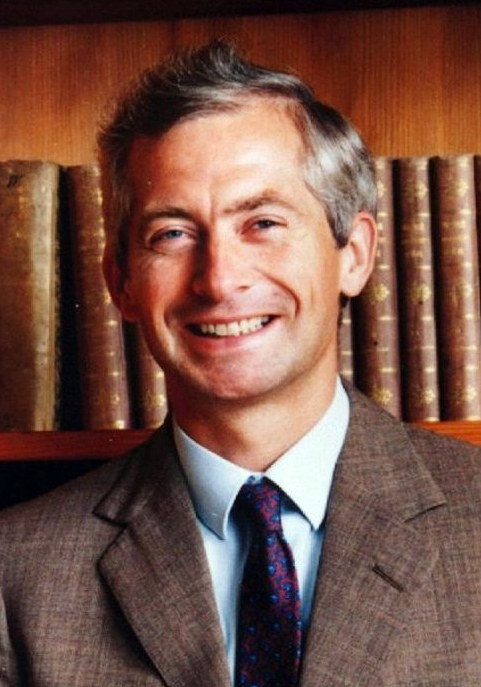
Ганс-Адам II Ліхтенштейн

Ліхтенштейн — дуалістична монархія. Глава держави — князь Ганс-Адам II, який фактично керував країною з 1984 року, а вступив на престол 13 листопада 1989-го. Князь здійснює управління державою, візує законодавчі акти, що приймаються ландтагом (парламентом), представляє Ліхтенштейн у взаєминах з іншими державами, призначає державних службовців, має право помилування.
Законодавчий орган — ландтаг, який складається з 25 депутатів, що обираються прямим таємним голосуванням за системою пропорційного представництва (15 депутатів від Оберланда і 10 депутатів від Унтерланда) строком на 4 роки.
З відома парламенту князь призначає коаліційний уряд у складі його голови і 4 радників (три представники парламентської більшості й два представники опозиції).
Суспільне і політичне життя Ліхтенштейну регламентоване конституцією, прийнятою 5 жовтня 1921 року і доповненою поправками 1938, 1939, 1965 і 1990 років.
У країні діє 21 політична партія, з яких три основні — Прогресивна громадянська партія (ПГП), Вітчизняний союз (ВС) і Вільний список (ВС). На останніх виборах у ландтаг 11 лютого 2001 року отримала перемогу ПБП, 13 місць, а ВС отримав 11 місць. Згідно з конституцією, уряд країни складається з членів партії, що перемогла. На попередніх виборах 1997 року він був сформований ВС.
З 1992 року в Ліхтенштейні триває «конституційна суперечка» між князем Гансом Адамом II і парламентсько-урядовими кругами. Монарх заперечував проти спроб обмежити його повноваження виконанням чисто символічних функцій і загрожував у цьому випадку «перенести своє місце проживання до Відня». У 1992 році після розбіжностей з урядом з питання про угоду з Європейським економічним простором князь спробував розпустити парламент і управляти за допомогою княжих декретів. Це прагнення зустріло опір і породило суперечки про реформу конституції. У 1995 році голова Конституційного суду Бернхард Віллі заявив, що саме цей орган повинен розбирати конституційну суперечку при виникненні розбіжностей між князем, урядом і парламентом. Після цього князь відмовився затвердити повторне обрання Віллі членом суду. У жовтні 1999 року Європейський суд задовольнив скаргу Віллі й звинуватив князя в порушенні конвенції про права людини, засудивши Ліхтенштейн до штрафу у розмірі 10 тисяч швейцарських франків і сплати компенсації Віллі у розмірі 91 тисячі швейцарських франків.
У лютому 2000 року князь оголосив нові пропозиції для реформи конституції, погодившись у принципі на роль глави держави без політичної влади, на відмову від права призначати державних чиновників і не затверджувати суддів. Князь виразив готовність визнати за населенням право на винесення вотуму недовір'я князеві й навіть на ліквідацію монархії.
Після виборів 2001 року, на яких перемогла Прогресивна громадянська партія (консервативна), уряд очолив у квітні лідер цієї партії Адріан Гаслер. Ліберальна партія Вітчизняний союз стала опозицією.

## Економіка

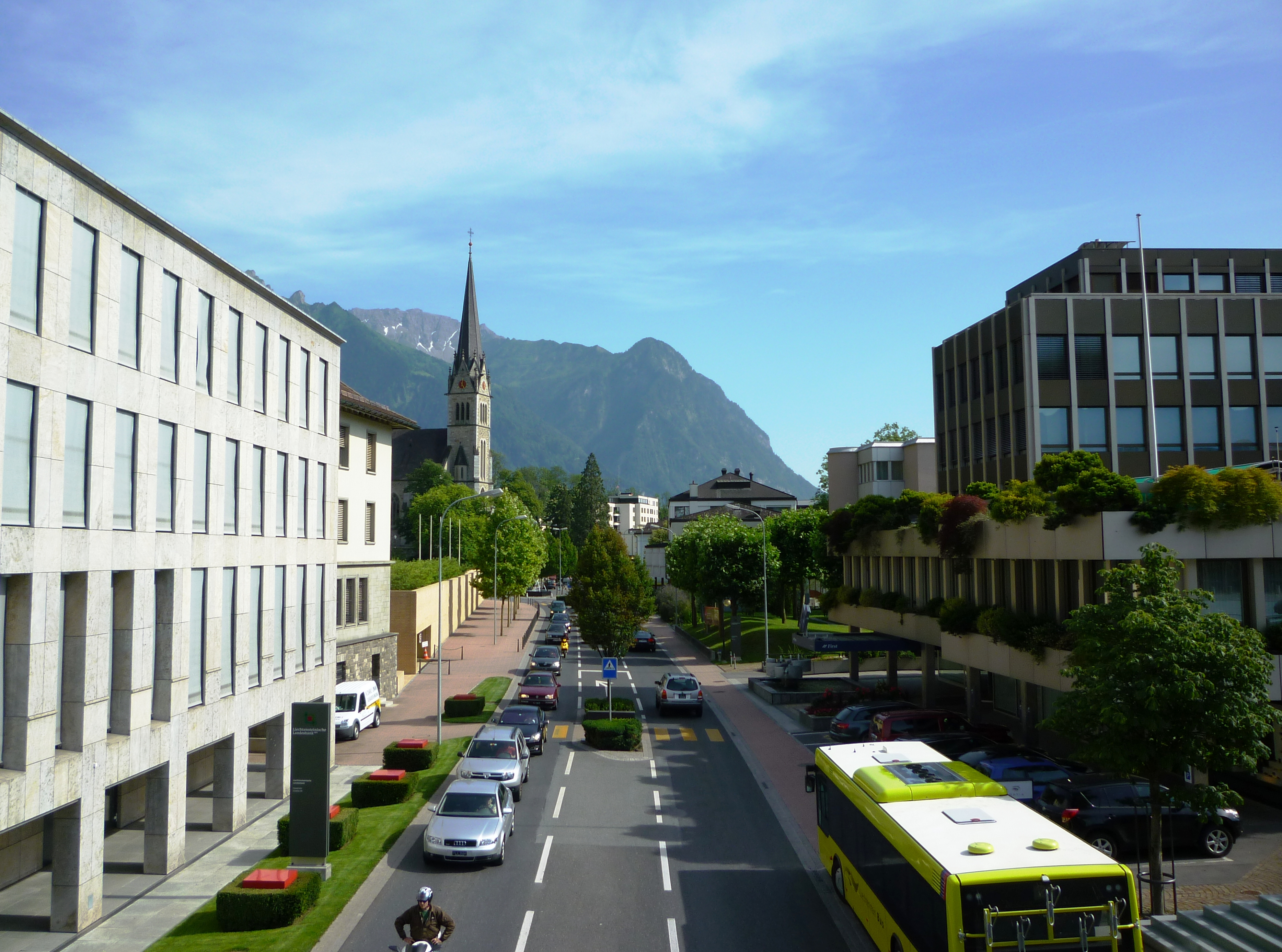
Вадуц

Ліхтенштейн — успішна країна з розвиненим сектором фінансових послуг і високим рівнем життя. ВВП у Ліхтенштейні в 1999 році становив 825 млн дол. США або на душу населення — 25 000 дол. США.
Більш як 73,7 тис. міжнародних концернів і іноземних компаній зареєстровано на території Ліхтенштейну завдяки низькому рівню оподаткування, нескладним правилам реєстрації та з метою збереження фінансової таємниці. Бюджет держави складається переважно з податків, зокрема від цих компаній (близько 30 %), доходів від випуску поштових марок (10 %) та іноземного туризму.
Майже 50 % населення зайнято в промисловості (виробництво пресованих і штампованих виробів, обчислювальних машин, хімічної й фармацевтичної продукції, порцелянових зубних протезів, високовакуумної техніки). Значна частина населення займається ремісництвом. У сільському господарстві розвинуті тваринництво, виноградарство, виробництво зерна.
У структурі експорту переважають точні прилади, електроніка, поштові марки, кераміка. Експорт прямує переважно в країни ЄС і Швейцарію. У структурі імпорту фігурують машинне устаткування, металеві вироби, текстиль, продовольство, автомобілі. Основні партнери з імпорту — країни ЄС і Швейцарія. За вартістю експорт більш ніж у 2,5 раза перевищує імпорт, і дохід від нього в 1996 році становив 2,47 млрд дол. США.

## Транспорт і зв'язок
Телефонне, телеграфне і поштове обслуговування здійснює Швейцарія. Через територію країни проходить залізниця довжиною 18,5 км, що належить Австрії й зв'язує міста Фельдкірх в Австрії й Букс у Швейцарії. Довжина автомобільних доріг досягає 250 км. Усі вони чудової якості з твердим покриттям. Своїх аеропортів Ліхтенштейн не має і користується послугами сусідніх країн.

## Населення
Населення становить 38 896 осіб (на 30.06.2020), щільність населення близько 235 ос./км². Народжуваність — 12,95 новонароджених на 1000 осіб (1995). Смертність — 6,56 смертей на 1000 осіб (рівень дитячої смертності 0,5 смертельних випадків на 1000 новонароджених). Середня тривалість життя: чоловіків — 74 роки, жінок — 81 рік (1995).
Більша частина жителів — ліхтенштейнці (алеманці), решта — італійці, швейцарці й австрійці. Офіційна мова німецька. Більшість вірян (87 %) сповідує католицизм, протестантів — близько 7 % населення.

## Адміністративний поділ
В адміністративному плані Ліхтенштейн поділяють на 11 громад.

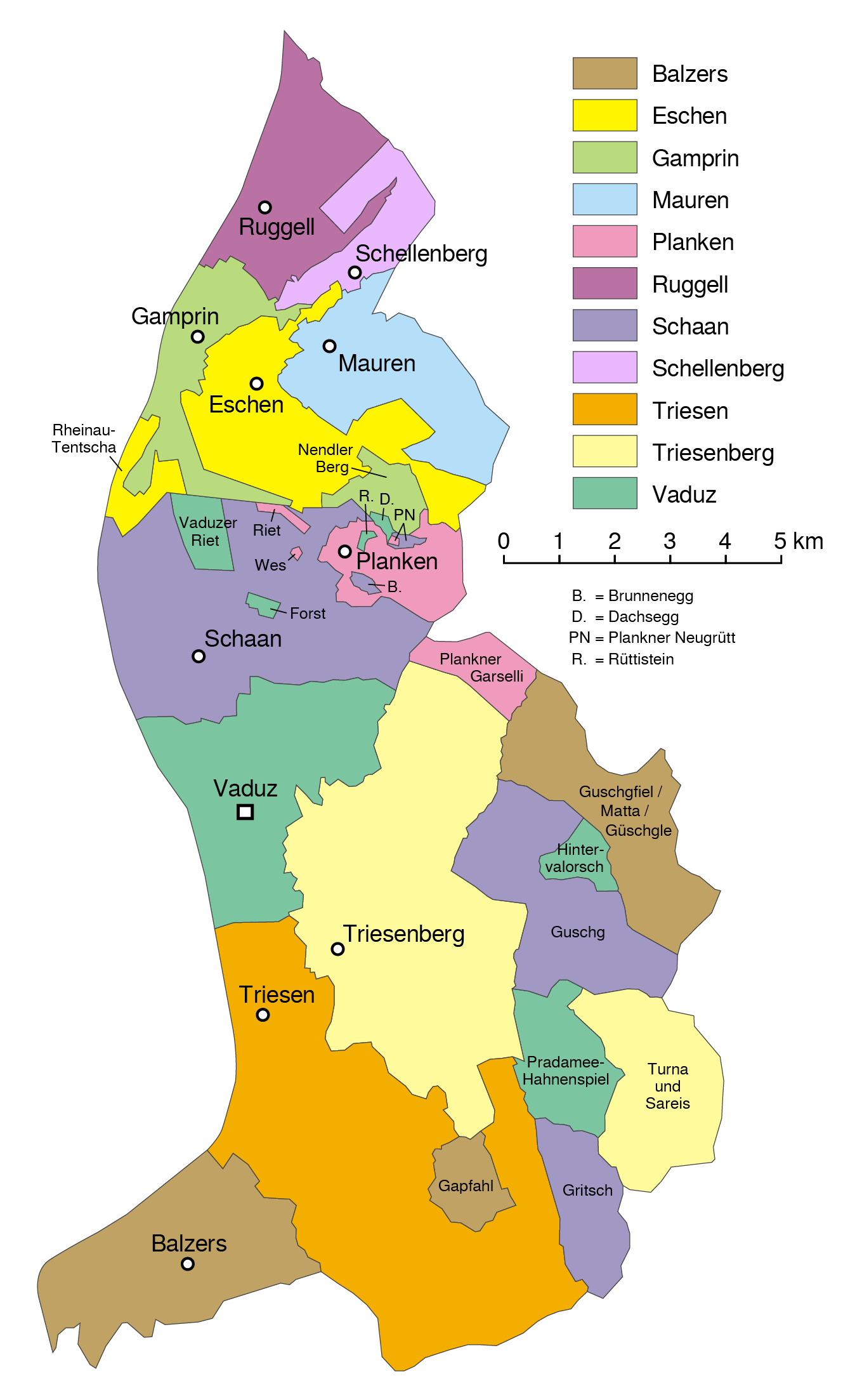
адміністративний поділ Ліхтенштейну

### Громади
| Герб                           | Поштовий індекс | Назва громади | Назва громади | Населення, осіб | Населення, осіб | Площа, га | Населені пункти                             |
| Герб                           | Поштовий індекс | (укр.)        | (нім.)        | 31.12.2005      | 31.12.2015      | Площа, га | Населені пункти                             |
| ------------------------------ | --------------- | ------------- | ------------- | --------------- | --------------- | --------- | ------------------------------------------- |
| Нижній Ліхтенштейн (Унтерланд) |                 |               |               |                 |                 |           |                                             |
| Гампрін                        | 9487            | Гампрін       | Gamprin       | 1436            | 1659            | 618,8     | Гампрін • Бендерн                           |
| Маурен                         | 9493            | Маурен        | Mauren        | 3649            | 4190            | 749,1     | Маурен • Шанвальд                           |
| Руґґель                        | 9491            | Руґґель       | Ruggell       | 1925            | 2156            | 737,8     | Руґґель                                     |
| Шелленберг                     | 9488            | Шелленберг    | Schellenberg  | 974             | 1064            | 355,9     | Шелленберг                                  |
| Ешен                           | 9492            | Ешен          | Eschen        | 4076            | 4411            | 1038,1    | Ешен • Нендельн                             |
| Верхній Ліхтенштейн (Оберланд) |                 |               |               |                 |                 |           |                                             |
| Бальцерс                       | 9496            | Бальцерс      | Balzers       | 4436            | 4608            | 1973,1    | Бальцерс • Мельс                            |
| Вадуц                          | 9490            | Вадуц         | Vaduz         | 5047            | 5435            | 1731,5    | Вадуц                                       |
| Планкен                        | 9498            | Планкен       | Planken       | 366             | 446             | 534,1     | Планкен                                     |
| Трізен                         | 9495            | Трізен        | Triesen       | 4643            | 5051            | 2647,9    | Трізен                                      |
| Трізенберг                     | 9497            | Трізенберг    | Triesenberg   | 2542            | 2608            | 2969,4    | Трізенберг • Мазеша • Зілум • Гафлай • Штег |
| шан                            | 9494            | Шан           | Schaan        | 5811            | 5994            | 2692,0    | Шан                                         |
| Ліхтенштейн                    |                 | Ліхтенштейн   | Liechtenstein | 34905           | 37622           | 16047,7   |                                             |

## Органи правопорядку і юстиції
Поліція Ліхтенштейну (Landespolizei) налічує 120 співробітників — службовців у кримінальній поліції, поліції безпеки і дорожнього контролю і в координаційній службі. Крім того існує комунальна поліція (Gemeindepolizei).
Князівство відмовилося від збройних сил у 1868 році. У конституції, проте, закріплено положення про військову повинність.

## Зовнішня політика Ліхтенштейну

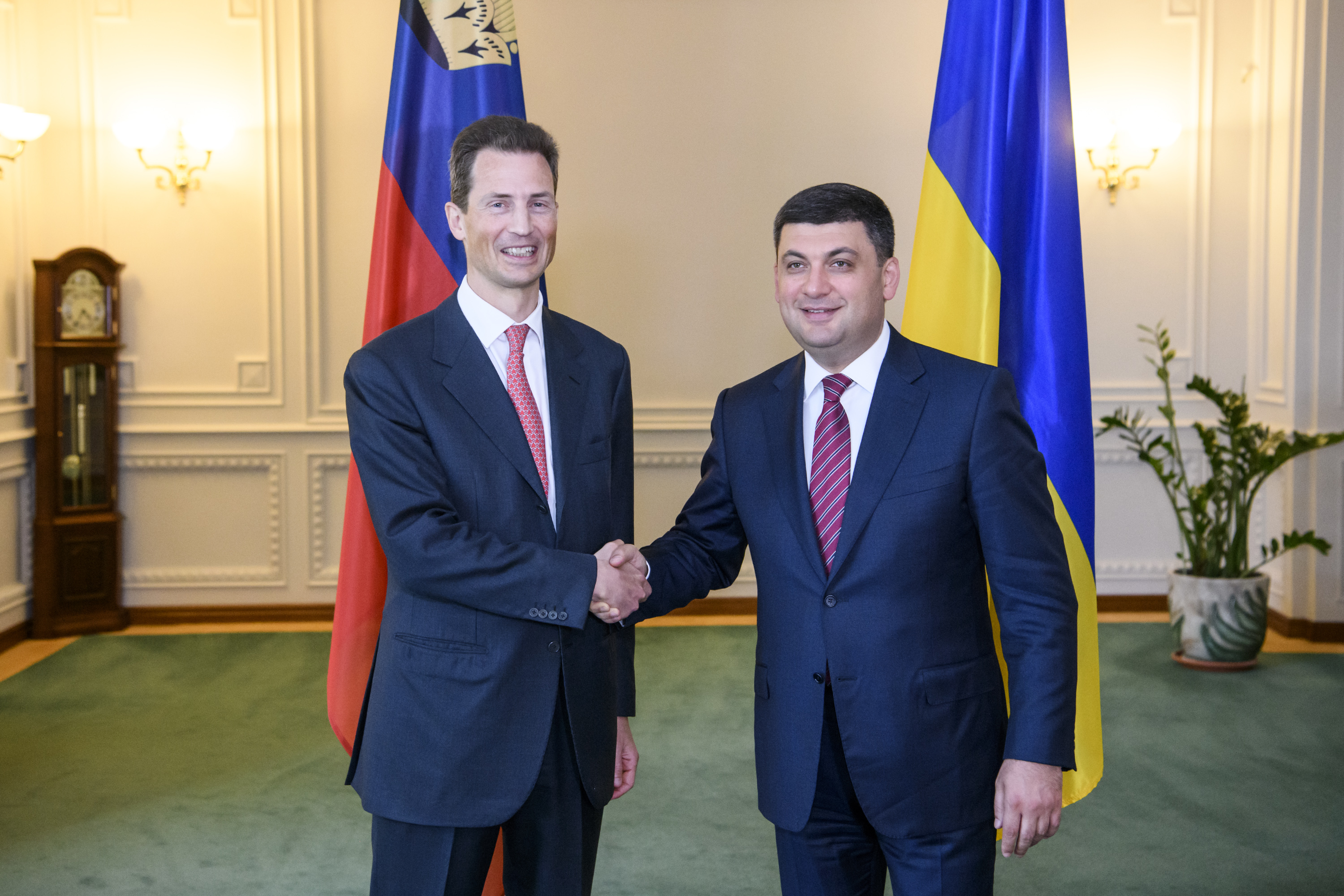
Прем'єр-міністр України Володимир Гройсман із Спадкоємним принцом Ліхтенштейну Алоїзом (2018)

У 2004 році Ліхтенштейн уклав із Євросоюзом договір про розширення Європейської економічної зони. Тривалий час підписання договору відкладалося внаслідок входження до ЄС у 2004 році Чеської і Словацької Республік. Чехія і Словаччина відмовлялись визнавати Ліхтенштейн державою через невирішені питання власності керівного княжого дому. За декретами Бенеша власність німецьких (зокрема також австрійських і ліхтенштейнських) приватних і юридичних осіб на території Чехословаччини експропрійована цією колишньою державою.
13 липня 2009 року урядами Чехії та Ліхтенштейну було прийняте рішення про відновлення дипломатичних стосунків без попередніх умов, а 8 вересня 2009 року міністри закордонних справ Чехії Ян Когоут та Ліхтенштейну Аурелія Фрік підписали протокол про встановлення дипломатичних відносин між державами. Паралельно була досягнута домовленість про організацію спільної комісії з історичних питань, котра має дослідити та вирішити питання, пов'язані з конфіскацією власності ліхтенштейнської правлячої родини на території Чехії.

## Культура

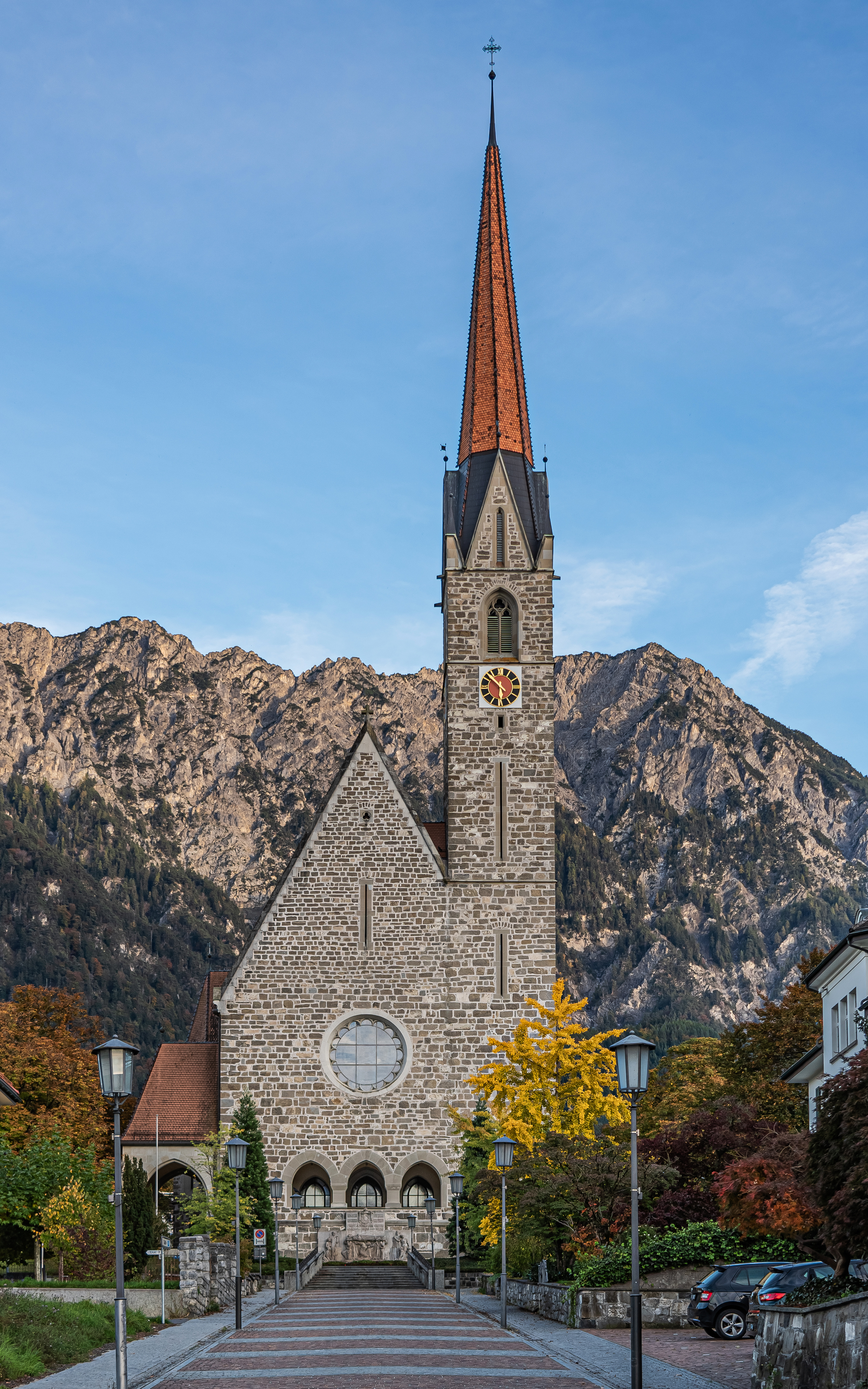
Шаан, церква святого Лаврентія

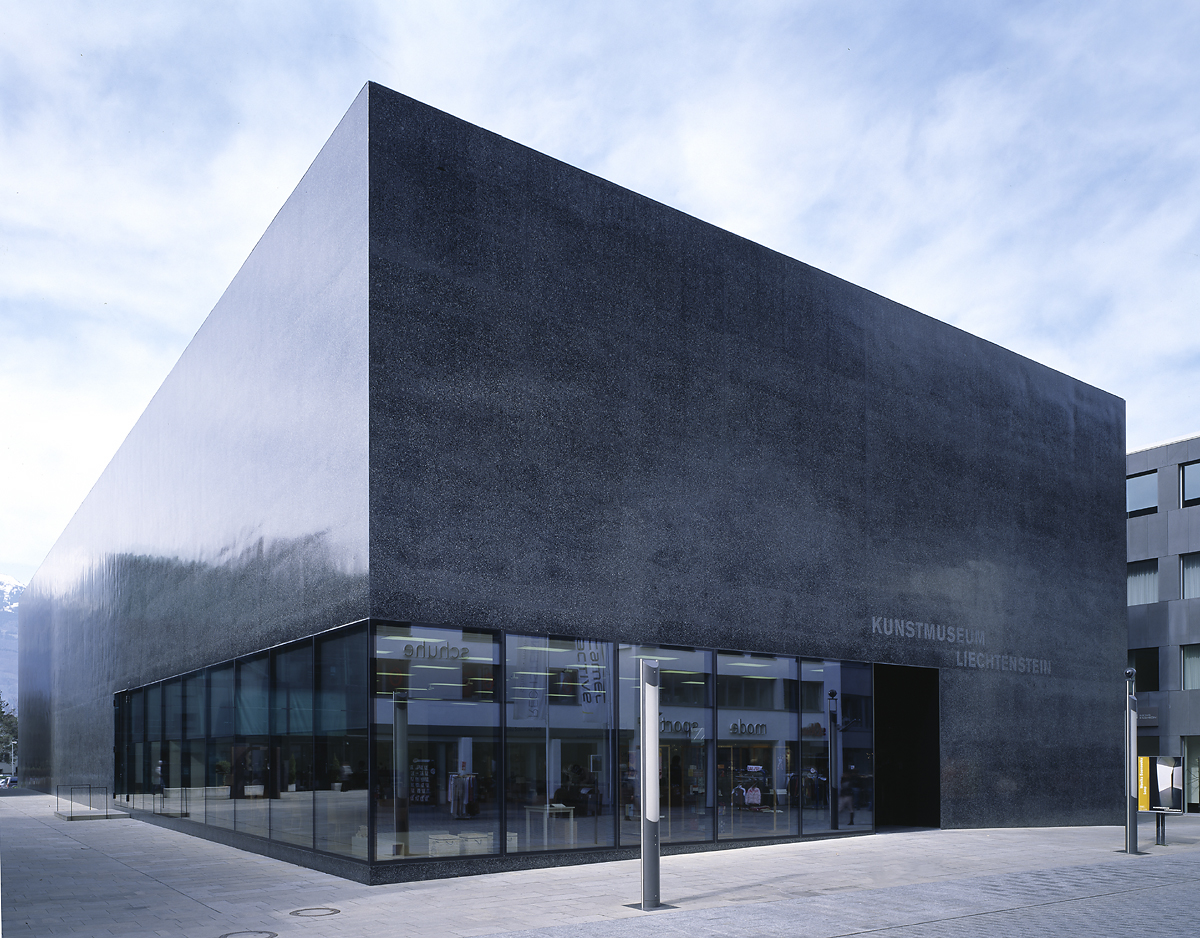
Художній музей

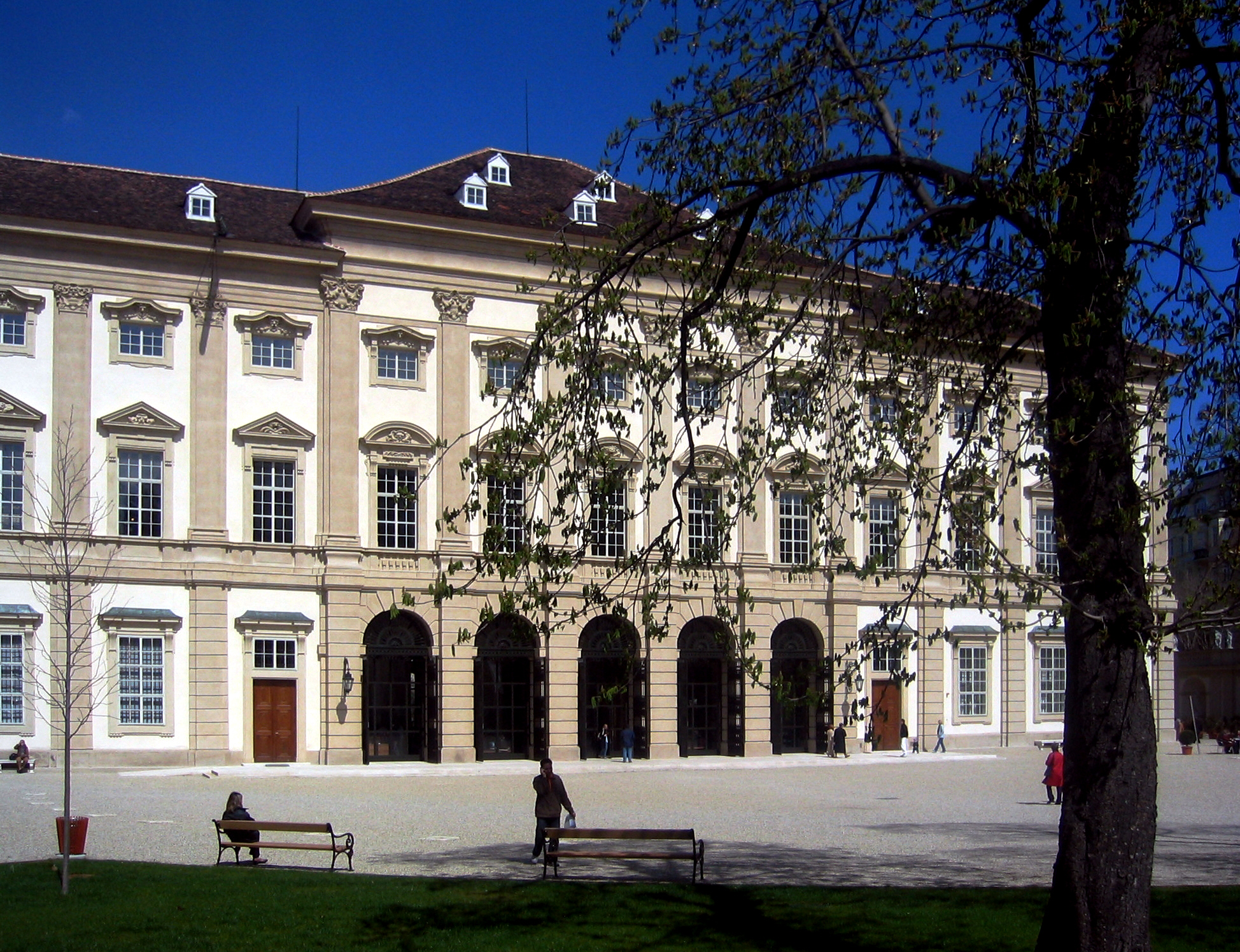
Палац Ліхтенштейн

Маючи невеликі розміри, Ліхтенштейн перебуває під впливом зовнішньої культури, особливо культури південних німецькомовних регіонів Європи, як-от Тіроль та Форарльберг. «Історичне суспільство Князівства Ліхтенштейн» відіграє важливу роль у збереженні культури та історії країни.
Музей мистецтв Ліхтенштейну — міжнародний музей сучасного мистецтва з цінними колекціями творів. Будівництво музею було завершено в листопаді 2000 року, будівля виконана у формі чорного куба з чорного базальту. Колекція музею включає твори сучасного мистецтва з різних країн та охоплює період з XIX століття до наших днів. Проводяться виставки сучасних художників.
Інший визначний музей Ліхтенштейну — Національний музей Ліхтенштейну (нім. Liechtensteinisches Landesmuseum) — музей у Вадуці, експозиція якого присвячена культурі, національній історії і природознавству князівства Ліхтенштейн і сусідніх регіонів.
Найбільш відомі історичні пам'ятки — Вадуцький і Гутенберзький замки, Червоний Дім та руїни Шелленберга.
Музика та театр — невід'ємна складова культури. У Ліхтенштейні було засновано та діє Міжнародне товариство Йозефа Габріеля Райнбергера, яке популяризує творчість видатного композитора.
Приватна колекція мистецтв принца Ліхтенштейну — одна з найвизначніших приватних колекцій у світі. Частина приватного зібрання князів Ліхтенштейнів розміщена в картинній галереї палацу Ліхтенштейнів у Відні.